# Eria tenuiflora
Eria tenuiflora är en orkidéart som beskrevs av Henry Nicholas Ridley. Eria tenuiflora ingår i släktet Eria och familjen orkidéer. Inga underarter finns listade i Catalogue of Life.